# Tysnes
Tysnes é uma comuna da Noruega, com 255 km² de área e 2,869 habitantes (censo de 2020) e foi estabelecido no dia 1 de janeiro de 1938 .         